# 오하타 아키히로

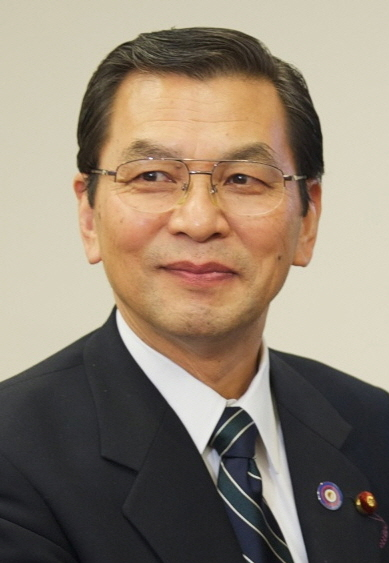
오하타 아키히로

오하타 아키히로(일본어: 大畠章宏, 1947년 10월 5일 ~ )는 일본의 정치인으로, 현재 민주당 소속 중의원 의원, 국토교통대신, 소교회(素交会) 회장이다.
이전에는 이바라키현 의원 의원, 중의원 석탄대책특별위원장, 중의원 내각위원장, 중의원 국가기본정책위원장, 경제산업대신 (간 내각 제1차 개조내각) 을 지냈으며, 1999년, 2000년에 조선민주주의인민공화국을 방문한 바 있다.